# トイドールズ
トイ・ドールズ（英語: The Toy Dolls）は、イングランド出身のパンク・ロックバンド。
1979年、ロンドンのパンクムーブメントが沈静化した末期に結成。パンクにコミカルやユーモアを取り入れ一貫したスタイルで、40年以上に渡り活動している。

## 概要
最初のライブは1979年10月20日、イングランド・タインアンドウィア州・サンダーランドにあるミルヴュー・ソーシャルクラブで行なわれた。
通常、多くのパンク・ロックの歌詞は政治的なテーマであったり、社会的な怒りに満ちた内容になっている場合が多いが、トイ・ドールズはそれらのパンクバンドとは一線を画したスタイルで活動を続けている。あくまでもパンクの美意識の範囲内で、人を食ったような歌詞と歌のタイトルを付けることで、生意気な若者たちの愉快なユーモア感覚を表現することが、彼らの最大の特徴である。
- "Yul Brynner Was A Skinhead"（ユル・ブリンナーはただのハゲ）（この場合における Skinhead とはパンク・アティチュードの意味を内包していて、「ユル・ブリンナーは硬派なスキンヘッドではなくハゲの変人だ」という歌詞になっている）
- "My Girlfriend's Dad's A Vicar"（俺のガールフレンドの親父は教区牧師）
- "James Bond Lives Down Our Street"（ジェームズ・ボンドは俺たちの通りに住んでいる）

トイ・ドールズは、歌のタイトルに頭韻を用いることがしばしばある。
- "Peter Practice's Practice Place"（ピーター・プラクティスの練習場所）
- "Fisticuffs in Frederick Street"（フレデリック通りの殴り合い）
- "Neville is a Nerd"（間抜けなネヴィル）

彼らのアルバムは、著名な楽曲のカバーを含んでいることが多いが、それらの曲は全てパンク・ロック調のテンポに編曲されている。
- Toccata in Dm（トッカータとフーガ ニ短調）
- Sabre Dance（剣の舞）
- Livin' la Vida Loca
- Lazy Sunday Afternoon
- I'm Gonna Be (500 Miles)
- The Final Countdown

また、トイ・ドールズはポピュラー・ソングのパロディも手がけている。
- The Kids in Tyne and Wear（「Kids in America」のパロディ）
- The Devil Went Down to Scunthorpe（「The Devil Went Down to Georgia」のパロディ）

トイ・ドールズのアルバムは、覚え易いギターリフのイントロから始まり、最後はイントロを若干長くした終奏で終わるのが基本的な形式となっている。トイ・ドールズの歌詞の内容は、基本的にオルガの経験に基づいて作られている場合が多い。
多くのメンバーはそれぞれのニックネームを持っており、彼らのトレードマークとも言えるコミカルな形の四角いサングラスを常にかけている。グループ結成以来、通常はメンバー全員が常にサングラスをかけているが、アルバム『One More Megabyte』のジャケット写真では例外的にサングラスをかけていない彼らの姿を見ることができる。

## 来歴

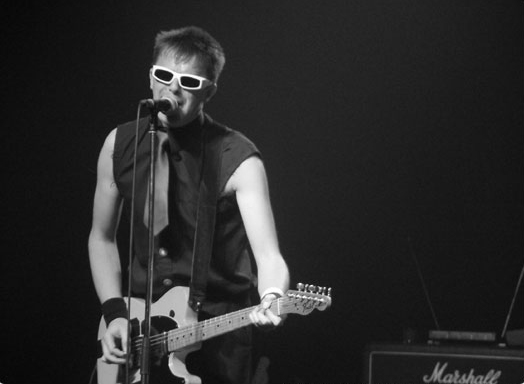
創設者オルガ (Vo.&G.) 2005年

バンドは、ボーカルのピート・“ズールー”・ロブソン、ギタリストであるマイケル・“オルガ”・オールガー、ドラマーのコリン・“Mr.スコット”・スコット、ベーシストのフィリップ・“フリップ”・ダグデイルの4人組として結成された。ピートは、数回のコンサートを終えた後、自分のバンドを結成するためにトイ・ドールズを脱退した。ポール・“ハド”・ハドソンが一度だけボーカルとしてピートの代役を務めたあと、残されたトイ・ドールズの3人の中から、ギタリストのオルガがボーカルを担当することに決まった。ポールは1980年にバンドを脱退し、その後任として、ディーン・ジェームズが1980年夏に4か月間だけバンドに加入した。ちなみにディーンは、後に1985年から1988年までベーシストとしてバンドに再び在籍している。
彼らは、初期には地元であるイングランド・サンダーランド市で活動しており、最初のファンクラブも地元で結成された。当初は、当時台頭してきたオイ!パンクに分類されていたが、オイ!パンクの典型的な特徴であるボーカルと共に唄う「シング・アロング」スタイルのコーラスを持っているにもかかわらず、彼らをポップ・パンクまたはパンク・パセティック（悲壮系パンク）として分類することも可能である。トイ・ドールズがオイ!パンクに分類される一つの理由は、トイ・ドールズの最初のイギリス全国ツアーを後にサポートすることになるエンジェリック・アップスターツなどの、オイ!パンクバンドに深く関わっていたイギリスのコラムニスト、ガリー・ブッシェルがトイ・ドールズを擁護していたからである。1980年に地元のビジネスマンから融資を受け、Toy Dollsのデビューシングル盤となる「Tommy Kowey's Car」が発売された。このシングル盤のB面に収録された曲は「She Goes To Finos」であった。このシングル盤は初回生産分の500枚をすぐに完売したが、トイ・ドールズにはこれ以上のレコードを生産する資金的余裕がなかったため、このデビューシングルは現在ではコレクターズアイテムとして珍重されている。その後、彼らはイングランド・ダラム州のニュートン・ホール村に移住した。この事を題材にしたのが「livin' on NEWTON HALL」という曲である。
1982年のクリスマスに、彼らはイギリスの古典童謡「Nellie the Elephant」（原曲は、1956年にマンディ・ミラーが歌った楽曲）をパンク調にアレンジし、シングルとして発売した。「Nellie the Elephant」はイギリスのインディーズチャートの16位を獲得した。1983年に、彼らは初のアルバム『Dig That Groove Baby』を発表する。この時点で、ガリー・ブッシェルの手助けもあって、彼らはイギリス国内のメディアの注目を引くことになる。アルバム発表後、ヨーロッパとアメリカでツアーを行なう。
1984年11月に、録音し直した上で再発売された「Nellie the Elephant」がテレビ番組のテーマ曲として使われると、イギリスのシングルチャートで4位に入るという快挙を成し遂げた。その後、14週にわたりトップ100内にランクインし、他のヨーロッパ諸国でもヒット曲になった。「Nellie the Elephant」は、合計約50万枚のセールスを数える。続くシングルとなる「She Goes to Fino's」は、1985年4月に93位にランクインする。トイ・ドールズは、レコードレーベルとメンバー構成を変えながらバンド活動を継続した。彼らはヨーロッパ、北米、アジアにファンクラブを設立した。
フィリップが1983年に脱退した後、ドラマーとベーシストは回転ドアのように頻繁な交替を繰り返す。1984年にピートがベーシスト兼ボーカリストとしてバンドに復帰するが、1年も経たないうちにバンドから脱退してしまった。このことは、その後数年にわたり、オルガ一人がバンドの大黒柱であり、そして唯一のオリジナルメンバーとなるメンバー構成となることを意味し、トイ・ドールズの性格を特徴付けることになる。
2000年に入ると、トイ・ドールズは活動を一旦休止する。その後、オルガは日本のガールズバンド・ロリータ18号のプロデュースなどを手がけていたが、日本でのイベントで米国・カリフォルニア州出身のパンクバンド、ディッキーズと知り合う。2001年にオルガはディッキーズのベースサポートとして加入し、ディッキーズの世界ツアーにも参加した。また、オルガは2003年にイギリスのパンクバンド・アディクツのサポートメンバーとしても活躍する。同年後半に入ると、トイ・ドールズとしての活動を再開した。
1979年の結成以来バンドに在籍したことのあるメンバーは、2008年現在、ドラマーが累計14人、ベーシストは累計11人である。ドラムを担当していたマーティ・ユールは、現在イングランド・サンダーランド市にある「Hotrats」と呼ばれる店を経営している。オルガを除くと、マーティがバンドに最も長く在籍していたメンバーであった（1987年 - 1999年）。彼はバンドの歴史で最も長くプレイしていたドラマーでもあった。マーティの後にドラムを担当したデイヴ・“ザ・ナット”・ナットールは、イングランド・ランカシャー州・ランカスターに拠点を置くカスタムオーダーのドラムメーカー、ハラペーニョ・ドラムス（公式サイト（英語））を経営している。

## メンバー

### 現ラインナップ
※2019年6月時点
- オルガ（マイケル・オールガー、Michael "Olga" Algar）- ボーカル/ギター (1979– )
- トミー・グーバー（トム・ブライス、Tom "Tommy Goober" Blyth）- ベース/ボーカル (2003– )
- アメージング・ミスター・ダンカン（ダンカン・レッドモンズ、Duncan "The Amazing Mr. Duncan" Redmonds）- ドラムス/ボーカル (2006–, ex SNUFF )

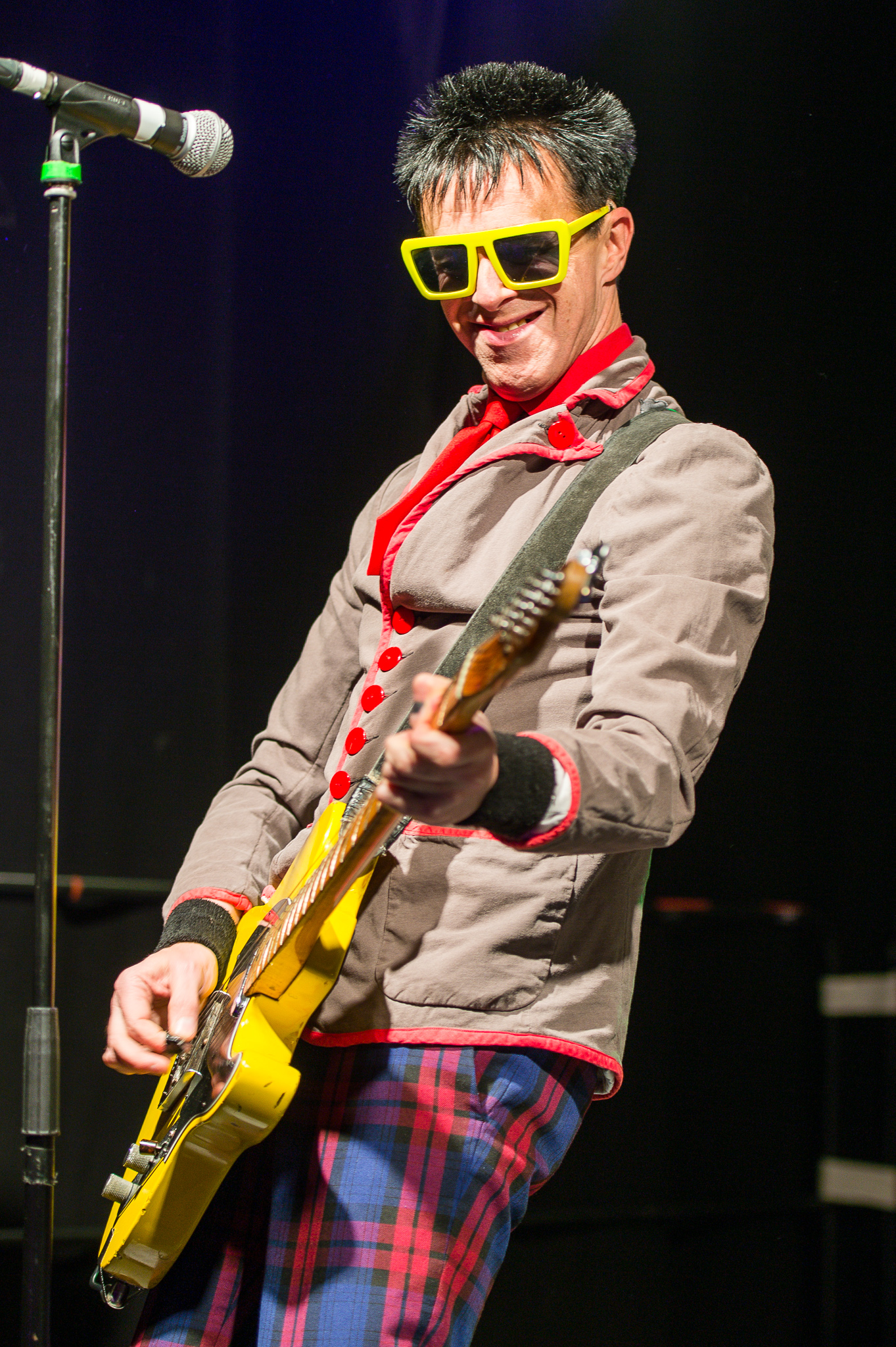
オルガ（2017年）
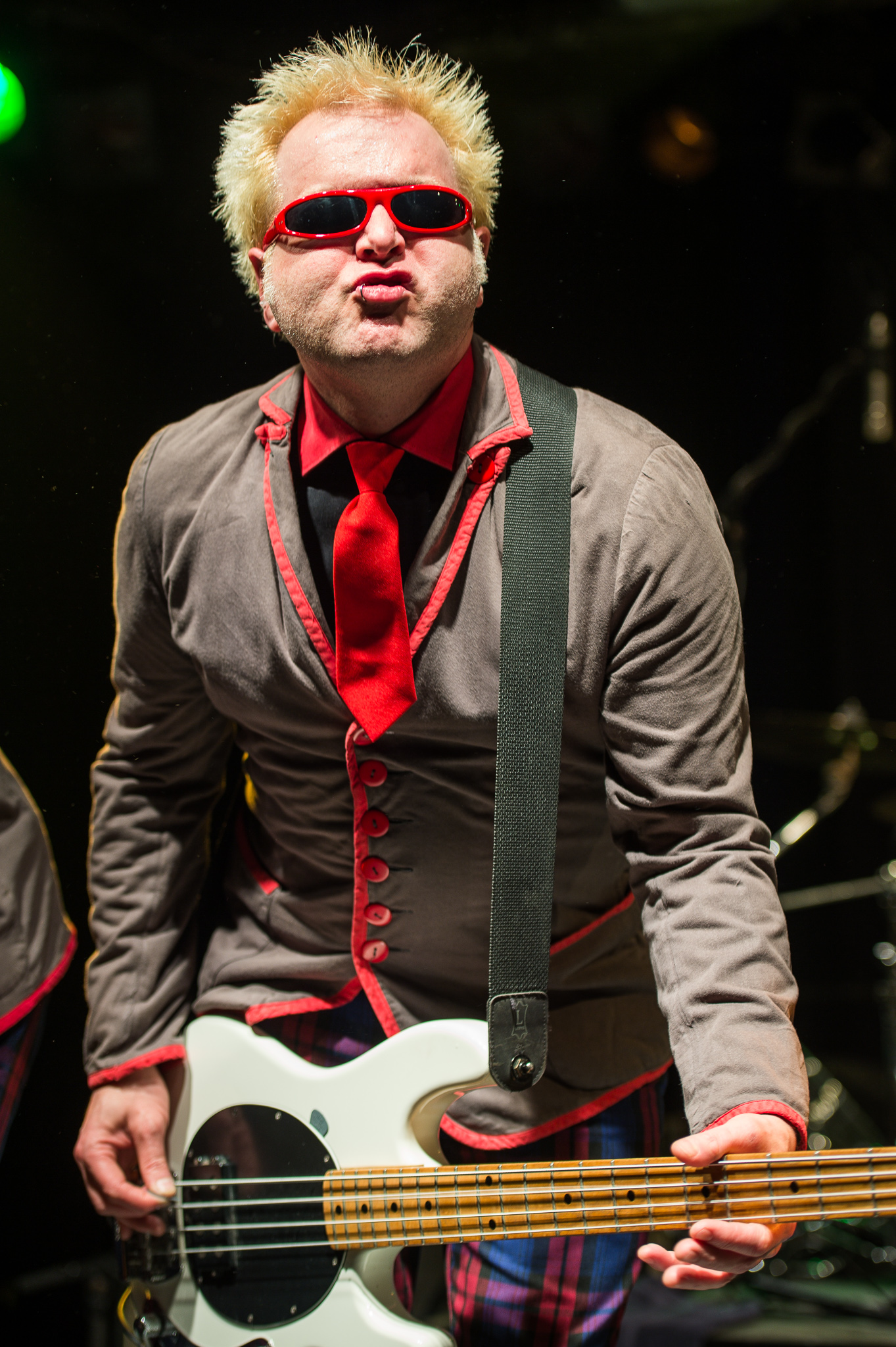
トミー・グーバー（2017年）
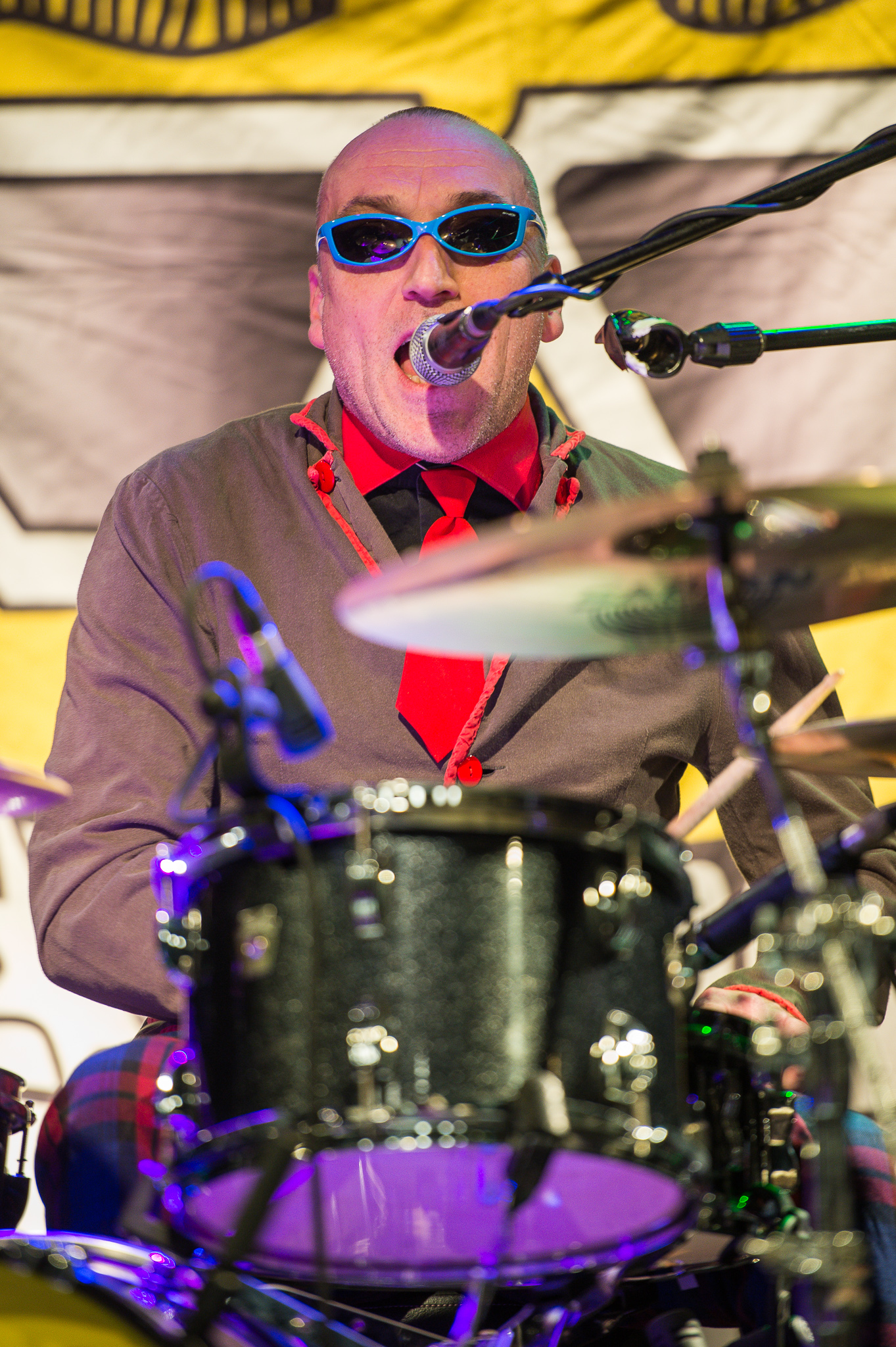
アメージング・ミスター・ダンカン（2017年）

### 旧メンバー
- ハド (Paul "Hud" Hudson) - ボーカル (1979)
- ズールー (Peter "Pete Zulu" Robson) - ベース/ギター (1979, 1984)
- フリップ (Phillip "Flip" Dugdale) - ベース (1979–1983)
- Mr.スコット (Colin "Mr. Scott" Scott) - ドラムス (1979–1980)
- ジェームズ (Dean "Dean James" Robson) - ドラムス (1980), ベース (1985–1988)
- トレバー・ザ・フロッグ (Trevor "Trevor The Frog" Brewis) - ドラムス (1980)
- テディ・トイ・ドール (Graham "Teddy Toy Doll" Edmundson) - ドラムス (1980–1981, 1985, 1986)
- ハッピー・ボブ (Robert "Happy Bob" Kent) - ドラムス (1981–1983)
- ルビボーイ (Steve "Rubiboy" Mallinson) - ベース (1983)
- フレディ・ホットロック (Frederick "Freddie Hotrock" Robertson) - ベース (1983)
- ニック・バック (Nick Buck) - ドラムス (1983)
- ボニー・バズ (Barry "Bonny Baz" Warne) - ベース (1983–1984)
- ダーティー・ディカ (Alan "Dirty Dicka" Nixon) - ドラムス (1983)
- ディッキー (Malcolm "Dicky" Dick) - ドラムス (1983–1984)
- リトル・ポール (Paul "Little Paul" Smith) - ドラムス (1984–1985)
- アーニー (Ernest "Ernie" Algar) - ベース (1985)
- キャニー・ケブ (Kevin "Canny Kev" Scott) - ドラムス (1986)
- マーティー (Martin "Marty" Yule) - ドラムス (1987–1997)
- ケーシー (John "K'Cee" Casey) - ベース (1989, 1990–1997)
- ディッキー・ハモンド (Richard "Dicky Hammond" Hammond) - ベース (1990)
- ゲイリー・ファン (Gary "Gary Fun" Dunn) - ベース (1997–2003)
- スーバ (Suba) - ドラムス (1997–2007)
- レブ (Michael "Reb" Rebbig) - ベース (2003)
- デイヴ・ザ・ナット (David "Dave the Nut" Nuttall) - ドラムス (2003–2005)

## ディスコグラフィ

### スタジオアルバム
- 1983: Dig That Groove Baby
- 1985: A Far Out Disc
- 1986: Idle Gossip
- 1987: Bare Faced Cheek
- 1989: Wakey Wakey
- 1991: Fat Bob's Feet
- 1993: Absurd-Ditties
- 1995: Orcastrated
- 1997: One More Megabyte
- 2000: Anniversary Anthems
- 2004: Our Last Album?
- 2012: The Album After the Last One
- 2019: Episode Xlll

### ライブアルバム
- 1990: Twenty Two Tunes Live from Tokyo
- 1999: On Stage in Stuttgart
- 2006: Treasured Toy Dolls Tracks Live

### コンピレーション
- 1989: Ten Years of Toys

### オルガ・ソロアルバム
- 2015: Olgacoustic

## 日本との関係
トイ・ドールズは1986年1月の初来日以来、日本での公演を頻繁に行なっており、来日回数は既に12回を超えている。また、2000年からの活動休止時期に日本のガールズバンド・ロリータ18号のアルバム制作ならびにヨーロッパデビューにプロデューサーとして関わっており、「Livin' la Vida Loca」（アルバム『Anniversary Anthems』に収録）のプロモーションビデオではロリータ18号のメンバーと共演を果たしている。日本語版公式ウェブサイトでは、オルガが日本のファンに向けた日本語メッセージと、直筆の日本語サインを読むことができる。